# Hagenbeck Tierpark
Hagenbeck Tierpark er en zoo der ligger i Hamborg i Tyskland.Den blev grundlagt af Carl Hagenbeck.